# Choganahalli, Mysore
Choganahalli là một làng thuộc tehsil Mysore, huyện Mysore, bang Karnataka, Ấn Độ.